# Однофазные замыкания на землю
Однофазные замыкания на землю (ОЗЗ)  — это повреждение на линиях электропередачи, при котором одна из фаз трехфазной системы замыкается на землю или на элемент электрически связанный с землей.
ОЗЗ являются очень распространенным видом повреждения, на однофазные замыкания на землю приходится 70- 90 % электрических повреждений..
Сама по себе передача электроэнергии производится по специальным трехфазным электрическим цепям высокого напряжения. Одна из особенностей транспорта электроэнергии заключается в наличии нейтрального провода в схеме, который представляет из себя общую точку источников питания трехфазной электрической системы, также называемой нейтралью.
Процессы, протекающие в сети при возникновении такого замыкания, значительным образом зависят от режима работы нейтрали данной сети.
В сетях с изолированной нейтралью ток однофазного замыкания на землю замыкается через емкости неповрежденных фаз. Его значение невелико и определяется суммарной емкостью неповрежденных фаз. Это позволяет эксплуатировать сеть, не отключая повреждения данного вида незамедлительно. Но в таком случае изоляция оборудования будет стареть намного быстрее, и это может привести к более опасному явлению — короткому замыканию, которое требует немедленного отключения поврежденного участка сети.
В сетях с заземленной нейтралью однофазное замыкание на землю является коротким замыканием. Ток повреждения в данном случае замыкается через заземленные нейтрали первичного оборудования и имеет значительную величину. Такое повреждение требует немедленного обесточивания поврежденного участка.
Учитывая данную особенность, то выбор оптимального типа нейтрали является сложной технико-экономической задачей.
В России данная задача нашла решение в таком виде, что распределительные сети уровнем 6-35 кВ эксплуатируются в изолированном от земли режиме нейтрали источников питания, а сети более высокого уровня напряжения эксплуатируются в режиме, когда нейтраль напрямую связана с землей — глухозаземленный и эффективный режим нейтрали.
Износ или повреждение изоляции оборудования — основная причина возникновения ОЗЗ. Изоляция может быть нарушена по разным обстоятельствам. Это может произойти как вследствие внешнего механического повреждения, так и по причине старения.

## Последствия ОЗЗ

### 1. Опасность для жизни
Единственным путем протекания тока однофазного замыкания на землю в сети с изолированной нейтралью является емкостная связь между фазными проводами линий и землей. В зависимости от разветвленности сети емкостной ток может находиться в пределах от 0,1 до 500 ампер. Что достаточно, чтобы представлять опасность для животных и людей, находящихся рядом с местом замыкания, по этой причине данные замыкания нужно выявлять и отключать, так же, как это делается и в сетях с глухозаземленной нейтралью.

### 2. Риск двойного короткого замыкания
В большинстве случаев возникает дуговое замыкание на землю, которое может носить прерывистый характер. В таком случае, в процессе дугового замыкания возникают перенапряжения между элементами подключенными к фазам сети и землей, превышающие в 2-4 раза номинальное фазное напряжение. Оборудование в сети с изолированной нейтралью рассчитано, на длительную работу максимум только на линейное напряжение. Изоляция в процессе замыкания может не выдержать таких перенапряжений и возможны возникновения пробоя изоляции в любой другой точке сети и тогда замыкание развивается в двойное короткое замыкание на землю.

### 3. Преждевременный износ оборудования
В процессе развития и ликвидации ОЗЗ в трансформаторах напряжения возникает эффект феррорезонанса, что с высокой вероятностью приводит к их преждевременному выходу из строя.
Учитывая все вышеизложенные факторы, данные замыкания должны идентифицироваться релейной защитой, и поврежденная линия должна селективно отключаться.

## Защита от ОЗЗ

### Факторы, влияющие на работу защит
1. Вид замыкания (металлическая связь, замыкание через переходное сопротивление, замыкание через дугу);
2. Устойчивость замыкания (устойчивые и неустойчивые: прерывистое замыкание и замыкание через перемежающуюся дугу);
3. Наличие небалансов в сети;
4. Переходные процессы схожие с процессами при ОЗЗ (включение линии, наводка от других ЛЭП при ОЗЗ на них и т. д.).

### Виды защит от ОЗЗ
Виды защит от ОЗЗ подразделяются на два больших класса — это индивидуальные и централизованные защиты.

#### Индивидуальные защиты
Такой вид защиты считается достаточно простым, но при этом часто дает ложное срабатывание.

###### Подвиды индивидуальных защит
- токовая защита нулевой последовательности;
- токовая направленная защита нулевой последовательности;
- защита по активной мощности нулевой последовательности;
- защита нулевой последовательности на токах высших гармоник;
- защита, реагирующая на наложенный ток.

Среди прочих недостатков индивидуальных защит выделяют вероятность отказа в срабатывании при ОЗЗ через переходные сопротивления, нестабильность состава и уровня высших гармоник в токе НП, снижение чувствительности РЗА, отказ в срабатывании при перемежающихся дуговых ОЗЗ.

#### Централизованные защиты
Защиты на централизованном принципе лишены недостатков индивидуальных защит, таких как ложные срабатывания, связанные с переходными процессами на неповрежденных линиях. В централизованных защитах в основном применяют сравнение амплитудных или действующих значений токов нулевой последовательности. Для расширения области применения на подстанциях с большим числом присоединений, возможно введение в такие защиты дополнительной информации, которая позволяет произвести отстройку от действия в некоторых сложных режимах, например, получение информации о напряжении нулевой последовательности с другой секции шин подстанции может повысить чувствительность.

##### Подвиды централизованных защит
- централизованная защита с поочередным опросом каналов;
- централизованная защита с параллельным опросом каналов;
- централизованная защита с параллельным синхронизированным опросом каналов.